# Aleksandr Żulin
Aleksandr „Sasza” Wiaczesławowicz Żulin, ros. Александр Вячеславович Жулин (ur. 20 lipca 1963 w Moskwie) – rosyjski łyżwiarz figurowy, startujący w parach tanecznych z żoną Majią Usową. Wicemistrz olimpijski z Lillehammer (1994), brązowy medalista olimpijski z Albertville (1992), mistrz świata (1993), mistrz Europy (1993) oraz mistrz Związku Radzieckiego (1991). Następnie trener łyżwiarstwa figurowego specjalizujący się w parach tanecznych.
Po zakończeniu kariery amatorskiej z Usową w 1994 roku występował w zawodach profesjonalnych z Oksaną Griszczuk w sezonie 1998/1999. W międzyczasie jego była partnerka i była żona Majia Usowa jeździła w parze z byłym partnerem Griszczuk, Jewgienijem Płatowem.

## Życie prywatne
W 1986 roku poślubił swoją partnerkę sportową Majię Usową z którą później się rozwiódł. W 2000 roku Żulin ożenił się z 12 lat młodszą łyżwiarką figurową i swoją uczennicą Tatjaną Nawką, z którą ma córkę Aleksandrę urodzoną w maju 2000. Para rozwiodła się w październiku 2010, jednak już od 2007 żyli w separacji. W 2006 roku Żulin otrzymał amerykańskie obywatelstwo. W sierpniu 2018 ożenił się po raz trzeci, z 23 lata młodszą łyżwiarką figurową występującą w parach sportowych i swoją byłą uczennicą Natalją Michajłową. 10 stycznia 2013 roku w Moskwie urodziła się ich córka Jekatierina.

## Kariera trenerska
Po zakończeniu kariery sportowej został trenerem łyżwiarstwa figurowego oraz choreografem. Na początku szkolił łyżwiarzy w New Jersey, a w 2006 przeniósł się do Rosji. Do jego uczniów należą (lub należały) następujące pary taneczne (osiągnięcia pary w trakcie trenowania przez Żulina):
- Tatjana Nawka / Roman Kostomarow (Rosja; złoty medal olimpijski 2006) – od 2000 roku do końca kariery[10]
- Nathalie Péchalat / Fabian Bourzat (Francja; 2-krotne mistrzostwo Europy) – od lipca 2008 do kwietnia 2011[11]
- Jelena Iljinych / Nikita Kacałapow (Rosja; mistrzostwo świata juniorów) – do końca sezonu 2010/2011[12]
- Naomi Lang / Peter Tchernyshev (Stany Zjednoczone) – od 2000 do 2002[13]
- Julija Złobina / Aleksiej Sitnikow (Azerbejdżan) – od połowy 2011 do połowy 2013[14]
- Alisa Agafonova / Alper Uçar (Turcja) – od grudnia 2012 do grudnia 2015[15]
- Ołeksandra Nazarowa / Maksym Nikitin (Ukraina) – od połowy 2013 roku do czerwca 2016[16]
- Ksienija Mońko / Kiriłł Chalawin (Rosja) – od lutego 2012 do 2015[17]
- Tiffany Zahorski / Jonathan Guerreiro (Rosja) – od czerwca 2014 do maja 2017[18]
- Jekatierina Bobrowa / Dmitrij Sołowjow (Rosja) – od kwietnia 2012[19]
- Sara Hurtado / Kiriłł Chalawin (Hiszpania) – od 2016[20]
- Wiktorija Sinicyna / Nikita Kacałapow (Rosja) – od 2016[21]
- Wiktoryja Kawalowa / Jurij Bielajew (Białoruś)[22]

## Osiągnięcia

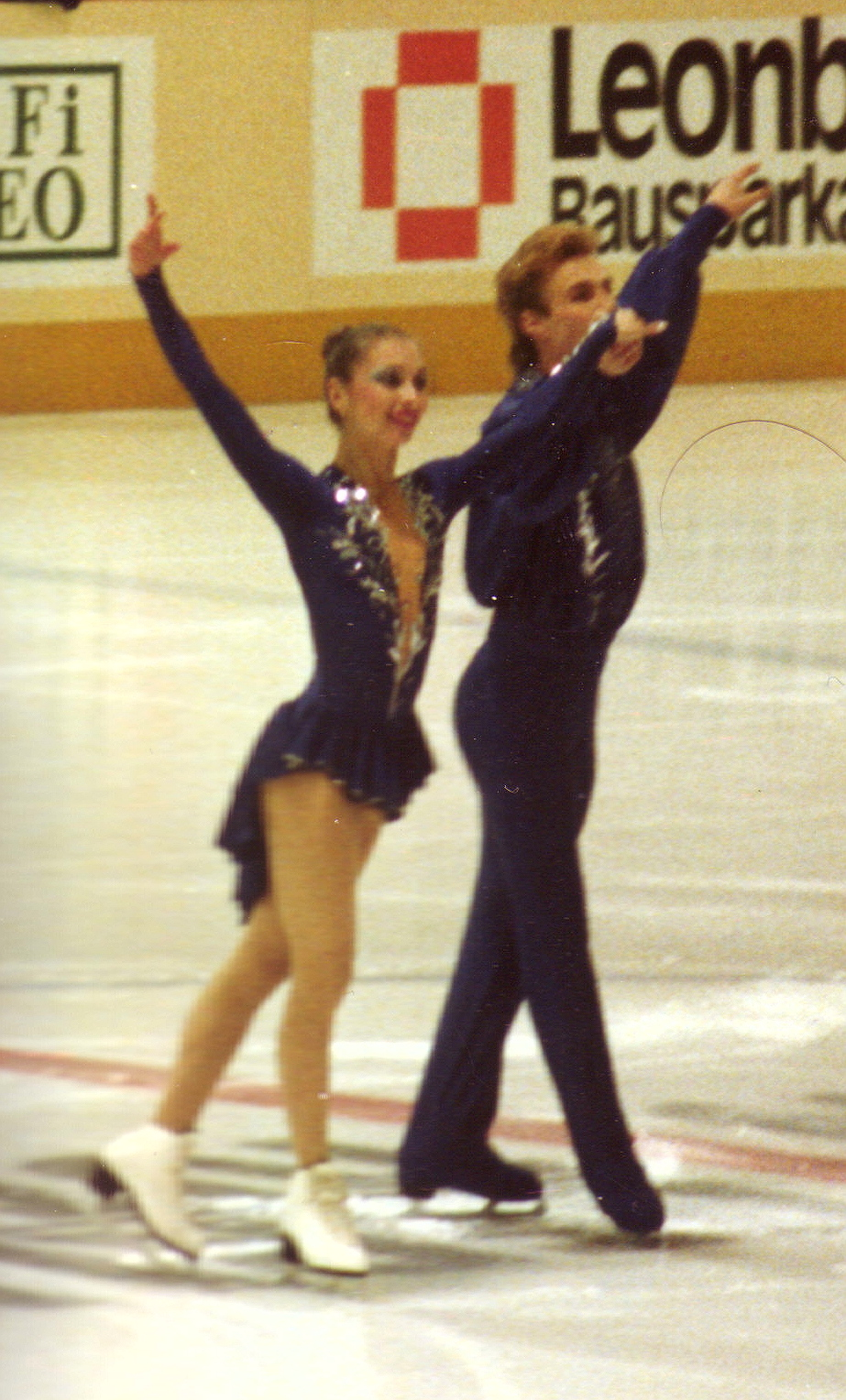
Usowa i Żulin (1989)

### Z Majią Usową
|                                      | ZSRR  | ZSRR  | ZSRR  | ZSRR  | ZSRR  | ZSRR  | ZSRR  | ZSRR  | ZSRR  | WNP · WNP | Rosja | Rosja |
| Zawody                               | 82–83 | 83–84 | 84–85 | 85–86 | 86–87 | 87–88 | 88–89 | 89–90 | 90–91 | 91–92     | 92–93 | 93–94 |
| Międzynarodowe                       |       |       |       |       |       |       |       |       |       |           |       |       |
| Igrzyska olimpijskie                 |       |       |       |       |       |       |       |       |       | 3         |       | 2     |
| Mistrzostwa świata                   |       |       |       |       |       |       | 2     | 3     | 3     | 2         | 1     |       |
| Mistrzostwa Europy                   |       |       |       |       |       | 4     | 2     | 2     | 3     | 2         | 1     | 3     |
| Grand Prix International St. Gervais |       |       |       | 1     |       |       |       |       |       |           |       |       |
| Nations Cup                          |       |       |       |       |       |       |       | 1     |       |           |       |       |
| Nebelhorn Trophy                     |       |       |       | 1     |       |       |       |       |       |           |       |       |
| NHK Trophy                           |       |       |       |       |       |       | 2     |       | 1     | 1         | 1     |       |
| Prize of Moscow News                 |       | 6     |       | 4     | 3     | 2     |       |       |       |           |       |       |
| Skate America                        |       |       |       |       |       |       |       | 1     |       |           | 1     |       |
| Skate Electric                       |       |       |       |       |       | 1     | 1     |       |       |           |       |       |
| Igrzyska dobrej woli                 |       |       |       |       |       |       |       |       | 2     |           |       |       |
| Ennia Challenge Cup                  |       |       | 2     |       |       |       |       |       |       |           |       |       |
| Zimowa Uniwersjada                   |       |       | 1     |       | 2     |       |       |       |       |           |       |       |
| Krajowe                              |       |       |       |       |       |       |       |       |       |           |       |       |
| Mistrzostwa ZSRR                     |       | 2     | 5     | 3     | 3     | 3     | 3     | 2     | 1     |           |       |       |
| Spartakiada                          |       |       |       | 1     |       |       |       |       |       |           |       |       |
| Puchar ZSRR                          | 3     |       |       |       |       |       |       |       |       |           |       |       |